# Seixas (Cospeito)
Seijas (llamada oficialmente San Pedro de Seixas) es una parroquia española del municipio de Cospeito, en la provincia de Lugo, Galicia.

## Organización territorial
La parroquia está formada por seis entidades de población, constando cinco de ellas en el nomenclátor del Instituto Nacional de Estadística español:
- Carballas (As Carballas)
- Casopa (A Casopa)
- Monte (O Monte)
- O Pacio Vello
- Vilasuso
- Vilouriz

## Demografía
| Gráfica de evolución demográfica de Seixas entre 2000 y 2019 |
|                                                              |
| Datos según el nomenclátor publicado por el INE.             |